# 新生路 (嘉義市)
新生路（Xinsheng Rd.）為臺灣嘉義市南北向的重要道路之一。南以民族路和大雅路二段為界，銜接啟明路；西以忠孝路為界，銜接世賢路一段。是台1線忠孝路與縣道159甲線民族路和大雅路二段間之南北向市區外環聯絡道路。

## 沿經行政區域
- 東區

## 車道配置
- 全線：雙向各二車道

## 沿途設施
（由西至南）
- 耐斯廣場（忠孝路600號）
- 耐斯王子大飯店 （页面存档备份，存于）（忠孝路600號）
- 彰化銀行東嘉義分行（832號1樓）
- 國立嘉義大學林森校區（林森東路151號）
- 臺灣嘉義地方法院（林森東路282號）
- 嘉義市政府消防局第二大隊東區分隊（306號）
- 國立嘉義高級商業職業學校（中山路7號）
- 建國二村市地重劃區（七星計畫區）